# Pańska Góra (Pagóry Jaworznickie)
Pańska Góra – wzgórze w Jaworznie (326,4 m n.p.m.) należący do Pagórów Jaworznickich. Wzgórze położone jest pomiędzy ulicami Obrońców Poczty Gdańskiej, Szpitalnej i Józefa Chełmońskiego, w północno-wschodniej części dzielnicy Śródmieście na Osiedlu Pańska Góra.